# 태원 (동진)
태원(太元)은 중국 동진(東晉) 효무제(孝武帝)의 두 번째 연호이다. 376년 1월에서 396년까지 21년 동안 사용하였다. 396년 9월에 효무제의 뒤를 이어 즉위한 안제(安帝)가 남은 4개월 동안 이어서 사용하였으며 397년에 개원하였다.
같은 시기에 사용된 다른 연호로는 전량(前凉)에서 사용한 승평(昇平 : 361년 ~ 376년), 전진(前秦)에서 사용한 건원(建元 : 365년 ~ 385년), 태안(太安 : 385년 ~ 386년), 태초(太初 : 386년 ~ 394년), 연초(延初 : 394년), 후연(後燕)에서 사용한 연원(燕元 : 384년 ~ 386년), 건흥(建興 : 386년 ~ 396년), 영강(永康 : 396년 ~ 398년), 후진(後秦)에서 사용한 백작(白雀 : 384년 ~ 386년), 건초(建初 : 386년 ~ 394년), 황초(皇初 : 394년 ~ 399년), 서진(西秦)에서 사용한 건의(建義 : 385년 ~ 388년), 태초(太初 : 388년 ~ 400년), 후량(後凉)에서 사용한 태안(太安 : 386년 ~ 389년), 인가(麟嘉 : 389년 ~ 396년), 용비(龍飛 : 396년 ~ 399년), 대(代)에서 사용한 건국(建國 : 338년 ~ 376년), 서연(西燕)에서 사용한 연흥(燕興 : 384년), 경시(更始 : 385년 ~ 386년), 창평(昌平 : 386년), 건명(建明 : 386년), 건평(建平 : 386년), 건무(建武 : 386년), 중흥(中興 : 386년 ~ 394년), 적위(翟魏)에서 사용한 건광(建光 : 388년 ~ 391년), 정정(定鼎 : 391년 ~ 392년), 북위(北魏)에서 사용한 등국(登國 : 386년 ~ 396년), 황시(皇始 : 396년 ~ 398년)가 있다. 중국 이외의 다른 국가에서 사용한 연호로는 고구려(高句麗)에서 사용한 영락(永樂 : 391년 ~ 412년)이 있다.

## 개원
영강(寧康) 4년 1월 3일(376년 2월 9일)에 연호를 태원(太元)으로 개원함.

## 연대대조표
| 태원                | 원년                                                                                | 2년        | 3년                 | 4년                 | 5년        | 6년                 | 7년        | 8년        | 9년                 | 10년                 |
| 서력                | 376년                                                                               | 377년      | 378년               | 379년               | 380년      | 381년               | 382년      | 383년      | 384년               | 385년                |
| 육십간지 (六十干支) | 병자(丙子)                                                                          | 정축(丁丑) | 무인(戊寅)          | 기묘(己卯)          | 경진(庚辰) | 신사(辛巳)          | 임오(壬午) | 계미(癸未) | 갑신(甲申)          | 을유(乙酉)           |
| 전량 (前凉)         | 승평(昇平) 20년                                                                     | -          | -                   | -                   | -          | -                   | -          | -          | -                   | -                    |
| 전진 (前秦)         | 건원(建元) 12년                                                                     | 13년       | 14년                | 15년                | 16년       | 17년                | 18년       | 19년       | 20년                | 21년 태안(太安) 원년 |
| 후연 (後燕)         | -                                                                                   | -          | -                   | -                   | -          | -                   | -          | -          | 연원(燕元) 원년     | 2년                  |
| 후진 (後秦)         | -                                                                                   | -          | -                   | -                   | -          | -                   | -          | -          | 백작(白雀) 원년     | 2년                  |
| 서진 (西秦)         | -                                                                                   | -          | -                   | -                   | -          | -                   | -          | -          | -                   | 건의(建義) 원년      |
| 대 (代)             | 건국(建國) 39년                                                                     | -          | -                   | -                   | -          | -                   | -          | -          | -                   | -                    |
| 서연 (西燕)         | -                                                                                   | -          | -                   | -                   | -          | -                   | -          | -          | 연흥(燕興) 원년     | 경시(更始) 원년      |
| 태원                | 11년                                                                                | 12년       | 13년                | 14년                | 15년       | 16년                | 17년       | 18년       | 19년                | 20년                 |
| 서력                | 386년                                                                               | 387년      | 388년               | 389년               | 390년      | 391년               | 392년      | 393년      | 394년               | 395년                |
| 육십간지 (六十干支) | 병술(丙戌)                                                                          | 정해(丁亥) | 무자(戊子)          | 기축(己丑)          | 경인(庚寅) | 신묘(辛卯)          | 임진(壬辰) | 계사(癸巳) | 갑오(甲午)          | 을미(乙未)           |
| 전진 (前秦)         | 2년 태초(太初) 원년                                                                 | 2년        | 3년                 | 4년                 | 5년        | 6년                 | 7년        | 8년        | 9년 연초(延初) 원년 | -                    |
| 후연 (後燕)         | 3년 건흥(建興) 원년                                                                 | 2년        | 3년                 | 4년                 | 5년        | 6년                 | 7년        | 8년        | 9년                 | 10년                 |
| 후진 (後秦)         | 3년 건초(建初) 원년                                                                 | 2년        | 3년                 | 4년                 | 5년        | 6년                 | 7년        | 8년        | 9년 황초(皇初) 원년 | 2년                  |
| 서진 (西秦)         | 2년                                                                                 | 3년        | 4년 태초(太初) 원년 | 2년                 | 3년        | 4년                 | 5년        | 6년        | 7년                 | 8년                  |
| 후량 (後凉)         | 태안(太安) 원년                                                                     | 2년        | 3년                 | 4년 인가(麟嘉) 원년 | 2년        | 3년                 | 4년        | 5년        | 6년                 | 7년                  |
| 서연 (西燕)         | 2년 창평(昌平) 원년 건명(建明) 원년 건평(建平) 원년 건무(建武) 원년 중흥(中興) 원년 | 2년        | 3년                 | 4년                 | 5년        | 6년                 | 7년        | 8년        | 9년                 | -                    |
| 적위 (翟魏)         | -                                                                                   | -          | 건광(建光) 원년     | 2년                 | 3년        | 4년 정정(定鼎) 원년 | 2년        | -          | -                   | -                    |
| 북위 (北魏)         | 등국(登國) 원년                                                                     | 2년        | 3년                 | 4년                 | 5년        | 6년                 | 7년        | 8년        | 9년                 | 10년                 |
| 고구려 (高句麗)     | -                                                                                   | -          | -                   | -                   | -          | 영락(永樂) 원년     | 2년        | 3년        | 4년                 | 5년                  |
| 태원                | 21년                                                                                |            |                     |                     |            |                     |            |            |                     |                      |
| 서력                | 396년                                                                               |            |                     |                     |            |                     |            |            |                     |                      |
| 육십간지 (六十干支) | 병신(丙申)                                                                          |            |                     |                     |            |                     |            |            |                     |                      |
| 후연 (後燕)         | 11년 영강(永康) 원년                                                                |            |                     |                     |            |                     |            |            |                     |                      |
| 후진 (後秦)         | 3년                                                                                 |            |                     |                     |            |                     |            |            |                     |                      |
| 서진 (西秦)         | 9년                                                                                 |            |                     |                     |            |                     |            |            |                     |                      |
| 후량 (後凉)         | 8년 용비(龍飛) 원년                                                                 |            |                     |                     |            |                     |            |            |                     |                      |
| 북위 (北魏)         | 11년 황시(皇始) 원년                                                                |            |                     |                     |            |                     |            |            |                     |                      |
| 고구려 (高句麗)     | 6년                                                                                 |            |                     |                     |            |                     |            |            |                     |                      |

## 삭일(1일)
| 태원 원년 (376년) | 1월             | 2월             | 3월             | 4월             | 5월             | 6월             | 7월             | 8월             | 9월             | 10월            | 11월            | 12월            |                 |
| ----------------- | --------------- | --------------- | --------------- | --------------- | --------------- | --------------- | --------------- | --------------- | --------------- | --------------- | --------------- | --------------- | --------------- |
| 삭일(음력)        | 임인일 (壬寅日) | 신미일 (辛未日) | 신축일 (辛丑日) | 경오일 (庚午日) | 경자일 (庚子日) | 기사일 (己巳日) | 기해일 (己亥日) | 무진일 (戊辰日) | 무술일 (戊戌日) | 정묘일 (丁卯日) | 정유일 (丁酉日) | 병인일 (丙寅日) |                 |
| 율리우스력        | 376년 2월 7일   | 3월 7일         | 4월 6일         | 5월 5일         | 6월 4일         | 7월 3일         | 8월 2일         | 8월 31일        | 9월 30일        | 10월 29일       | 11월 28일       | 12월 27일       |                 |
| 태원 2년 (377년)  | 1월             | 2월             | 3월             | 윤3월           | 4월             | 5월             | 6월             | 7월             | 8월             | 9월             | 10월            | 11월            | 12월            |
| 삭일(음력)        | 병신일 (丙申日) | 을축일 (乙丑日) | 을미일 (乙未日) | 갑자일 (甲子日) | 갑오일 (甲午日) | 갑자일 (甲子日) | 계사일 (癸巳日) | 계해일 (癸亥日) | 임진일 (壬辰日) | 임술일 (壬戌日) | 신묘일 (辛卯日) | 신유일 (辛酉日) | 경인일 (庚寅日) |
| 율리우스력        | 377년 1월 26일  | 2월 24일        | 3월 26일        | 4월 24일        | 5월 24일        | 6월 23일        | 7월 22일        | 8월 21일        | 9월 19일        | 10월 19일       | 11월 17일       | 12월 17일       | 378년 1월 15일  |
| 태원 3년 (378년)  | 1월             | 2월             | 3월             | 4월             | 5월             | 6월             | 7월             | 8월             | 9월             | 10월            | 11월            | 12월            |                 |
| 삭일(음력)        | 경신일 (庚申日) | 기축일 (己丑日) | 기미일 (己未日) | 무자일 (戊子日) | 무오일 (戊午日) | 정해일 (丁亥日) | 정사일 (丁巳日) | 병술일 (丙戌日) | 병진일 (丙辰日) | 병술일 (丙戌日) | 을묘일 (乙卯日) | 을유일 (乙酉日) |                 |
| 율리우스력        | 378년 2월 14일  | 3월 15일        | 4월 14일        | 5월 13일        | 6월 12일        | 7월 11일        | 8월 10일        | 9월 8일         | 10월 8일        | 11월 7일        | 12월 6일        | 379년 1월 5일   |                 |
| 태원 4년 (379년)  | 1월             | 2월             | 3월             | 4월             | 5월             | 6월             | 7월             | 8월             | 9월             | 10월            | 11월            | 12월            | 윤12월          |
| 삭일(음력)        | 갑인일 (甲寅日) | 갑신일 (甲申日) | 계축일 (癸丑日) | 계미일 (癸未日) | 임자일 (壬子日) | 임오일 (壬午日) | 신해일 (辛亥日) | 신사일 (辛巳日) | 경술일 (庚戌日) | 경진일 (庚辰日) | 기유일 (己酉日) | 기묘일 (己卯日) | 기유일 (己酉日) |
| 율리우스력        | 379년 2월 3일   | 3월 5일         | 4월 3일         | 5월 3일         | 6월 1일         | 7월 1일         | 7월 30일        | 8월 29일        | 9월 27일        | 10월 27일       | 11월 25일       | 12월 25일       | 380년 1월 24일  |
| 태원 5년 (380년)  | 1월             | 2월             | 3월             | 4월             | 5월             | 6월             | 7월             | 8월             | 9월             | 10월            | 11월            | 12월            |                 |
| 삭일(음력)        | 무인일 (戊寅日) | 무신일 (戊申日) | 정축일 (丁丑日) | 정미일 (丁未日) | 병자일 (丙子日) | 병오일 (丙午日) | 을해일 (乙亥日) | 을사일 (乙巳日) | 갑술일 (甲戌日) | 갑진일 (甲辰日) | 계유일 (癸酉日) | 계묘일 (癸卯日) |                 |
| 율리우스력        | 380년 2월 22일  | 3월 23일        | 4월 21일        | 5월 21일        | 6월 19일        | 7월 19일        | 8월 17일        | 9월 16일        | 10월 15일       | 11월 14일       | 12월 13일       | 381년 1월 12일  |                 |
| 태원 6년 (381년)  | 1월             | 2월             | 3월             | 4월             | 5월             | 6월             | 7월             | 8월             | 9월             | 10월            | 11월            | 12월            |                 |
| 삭일(음력)        | 임신일 (壬申日) | 임인일 (壬寅日) | 신미일 (辛未日) | 신축일 (辛丑日) | 신미일 (辛未日) | 경자일 (庚子日) | 경오일 (庚午日) | 기해일 (己亥日) | 기사일 (己巳日) | 무술일 (戊戌日) | 무진일 (戊辰日) | 정유일 (丁酉日) |                 |
| 율리우스력        | 381년 2월 11일  | 3월 12일        | 4월 10일        | 5월 10일        | 6월 9일         | 7월 8일         | 8월 7일         | 9월 5일         | 10월 5일        | 11월 3일        | 12월 3일        | 382년 1월 1일   |                 |
| 태원 7년 (382년)  | 1월             | 2월             | 3월             | 4월             | 5월             | 6월             | 7월             | 8월             | 9월             | 윤9월           | 10월            | 11월            | 12월            |
| 삭일(음력)        | 정묘일 (丁卯日) | 병신일 (丙申日) | 병인일 (丙寅日) | 을미일 (乙未日) | 을축일 (乙丑日) | 갑오일 (甲午日) | 갑자일 (甲子日) | 계사일 (癸巳日) | 계해일 (癸亥日) | 계사일 (癸巳日) | 임술일 (壬戌日) | 임진일 (壬辰日) | 신유일 (辛酉日) |
| 율리우스력        | 382년 1월 31일  | 3월 1일         | 3월 31일        | 4월 29일        | 5월 29일        | 6월 27일        | 7월 27일        | 8월 25일        | 9월 24일        | 10월 24일       | 11월 22일       | 12월 22일       | 383년 1월 20일  |
| 태원 8년 (383년)  | 1월             | 2월             | 3월             | 4월             | 5월             | 6월             | 7월             | 8월             | 9월             | 10월            | 11월            | 12월            |                 |
| 삭일(음력)        | 신묘일 (辛卯日) | 경신일 (庚申日) | 경인일 (庚寅日) | 기미일 (己未日) | 기축일 (己丑日) | 무오일 (戊午日) | 무자일 (戊子日) | 정사일 (丁巳日) | 정해일 (丁亥日) | 병진일 (丙辰日) | 병술일 (丙戌日) | 병진일 (丙辰日) |                 |
| 율리우스력        | 383년 2월 19일  | 3월 20일        | 4월 19일        | 5월 18일        | 6월 17일        | 7월 16일        | 8월 15일        | 9월 13일        | 10월 13일       | 11월 11일       | 12월 11일       | 384년 1월 10일  |                 |
| 태원 9년 (384년)  | 1월             | 2월             | 3월             | 4월             | 5월             | 6월             | 7월             | 8월             | 9월             | 10월            | 11월            | 12월            |                 |
| 삭일(음력)        | 을유일 (乙酉日) | 을묘일 (乙卯日) | 갑신일 (甲申日) | 갑인일 (甲寅日) | 계미일 (癸未日) | 계축일 (癸丑日) | 임오일 (壬午日) | 임자일 (壬子日) | 신사일 (辛巳日) | 신해일 (辛亥日) | 경진일 (庚辰日) | 경술일 (庚戌日) |                 |
| 율리우스력        | 384년 2월 8일   | 3월 9일         | 4월 7일         | 5월 7일         | 6월 5일         | 7월 5일         | 8월 3일         | 9월 2일         | 10월 1일        | 10월 31일       | 11월 29일       | 12월 29일       |                 |
| 태원 10년 (385년) | 1월             | 2월             | 3월             | 4월             | 5월             | 윤5월           | 6월             | 7월             | 8월             | 9월             | 10월            | 11월            | 12월            |
| 삭일(음력)        | 기묘일 (己卯日) | 기유일 (己酉日) | 무인일 (戊寅日) | 무신일 (戊申日) | 무인일 (戊寅日) | 정미일 (丁未日) | 정축일 (丁丑日) | 병오일 (丙午日) | 병자일 (丙子日) | 을사일 (乙巳日) | 을해일 (乙亥日) | 갑진일 (甲辰日) | 갑술일 (甲戌日) |
| 율리우스력        | 385년 1월 27일  | 2월 26일        | 3월 27일        | 4월 26일        | 5월 26일        | 6월 24일        | 7월 24일        | 8월 22일        | 9월 21일        | 10월 20일       | 11월 19일       | 12월 18일       | 386년 1월 17일  |

| 태원 11년 (386년) | 1월             | 2월             | 3월             | 4월             | 5월             | 6월             | 7월             | 8월             | 9월             | 10월            | 11월            | 12월            |                 |
| ----------------- | --------------- | --------------- | --------------- | --------------- | --------------- | --------------- | --------------- | --------------- | --------------- | --------------- | --------------- | --------------- | --------------- |
| 삭일(음력)        | 계묘일 (癸卯日) | 계유일 (癸酉日) | 임인일 (壬寅日) | 임신일 (壬申日) | 신축일 (辛丑日) | 신미일 (辛未日) | 경자일 (庚子日) | 경오일 (庚午日) | 경자일 (庚子日) | 기사일 (己巳日) | 기해일 (己亥日) | 무진일 (戊辰日) |                 |
| 율리우스력        | 386년 2월 15일  | 3월 17일        | 4월 15일        | 5월 15일        | 6월 13일        | 7월 13일        | 8월 11일        | 9월 10일        | 10월 10일       | 11월 8일        | 12월 8일        | 387년 1월 6일   |                 |
| 태원 12년 (387년) | 1월             | 2월             | 3월             | 4월             | 5월             | 6월             | 7월             | 8월             | 9월             | 10월            | 11월            | 12월            |                 |
| 삭일(음력)        | 무술일 (戊戌日) | 정묘일 (丁卯日) | 정유일 (丁酉日) | 병인일 (丙寅日) | 병신일 (丙申日) | 을축일 (乙丑日) | 을미일 (乙未日) | 갑자일 (甲子日) | 갑오일 (甲午日) | 계해일 (癸亥日) | 계사일 (癸巳日) | 계해일 (癸亥日) |                 |
| 율리우스력        | 387년 2월 5일   | 3월 6일         | 4월 5일         | 5월 4일         | 6월 3일         | 7월 2일         | 8월 1일         | 8월 30일        | 9월 29일        | 10월 28일       | 11월 27일       | 12월 27일       |                 |
| 태원 13년 (388년) | 1월             | 윤1월           | 2월             | 3월             | 4월             | 5월             | 6월             | 7월             | 8월             | 9월             | 10월            | 11월            | 12월            |
| 삭일(음력)        | 임진일 (壬辰日) | 임술일 (壬戌日) | 신묘일 (辛卯日) | 신유일 (辛酉日) | 경인일 (庚寅日) | 경신일 (庚申日) | 기축일 (己丑日) | 기미일 (己未日) | 무자일 (戊子日) | 무오일 (戊午日) | 정해일 (丁亥日) | 정사일 (丁巳日) | 병술일 (丙戌日) |
| 율리우스력        | 388년 1월 25일  | 2월 24일        | 3월 24일        | 4월 23일        | 5월 22일        | 6월 21일        | 7월 20일        | 8월 19일        | 9월 17일        | 10월 17일       | 11월 15일       | 12월 15일       | 389년 1월 13일  |
| 태원 14년 (389년) | 1월             | 2월             | 3월             | 4월             | 5월             | 6월             | 7월             | 8월             | 9월             | 10월            | 11월            | 12월            |                 |
| 삭일(음력)        | 병진일 (丙辰日) | 을유일 (乙酉日) | 을묘일 (乙卯日) | 을유일 (乙酉日) | 갑인일 (甲寅日) | 갑신일 (甲申日) | 계축일 (癸丑日) | 계미일 (癸未日) | 임자일 (壬子日) | 임오일 (壬午日) | 신해일 (辛亥日) | 신사일 (辛巳日) |                 |
| 율리우스력        | 389년 2월 12일  | 3월 13일        | 4월 12일        | 5월 12일        | 6월 10일        | 7월 10일        | 8월 8일         | 9월 7일         | 10월 6일        | 11월 5일        | 12월 4일        | 390년 1월 3일   |                 |
| 태원 15년 (390년) | 1월             | 2월             | 3월             | 4월             | 5월             | 6월             | 7월             | 8월             | 9월             | 10월            | 윤10월          | 11월            | 12월            |
| 삭일(음력)        | 경술일 (庚戌日) | 경진일 (庚辰日) | 기유일 (己酉日) | 기묘일 (己卯日) | 무신일 (戊申日) | 무인일 (戊寅日) | 정미일 (丁未日) | 정축일 (丁丑日) | 정미일 (丁未日) | 병자일 (丙子日) | 병오일 (丙午日) | 을해일 (乙亥日) | 을사일 (乙巳日) |
| 율리우스력        | 390년 2월 1일   | 3월 3일         | 4월 1일         | 5월 1일         | 5월 30일        | 6월 29일        | 7월 28일        | 8월 27일        | 9월 26일        | 10월 25일       | 11월 24일       | 12월 23일       | 391년 1월 22일  |
| 태원 16년 (391년) | 1월             | 2월             | 3월             | 4월             | 5월             | 6월             | 7월             | 8월             | 9월             | 10월            | 11월            | 12월            |                 |
| 삭일(음력)        | 갑술일 (甲戌日) | 갑진일 (甲辰日) | 계유일 (癸酉日) | 계묘일 (癸卯日) | 임신일 (壬申日) | 임인일 (壬寅日) | 신미일 (辛未日) | 신축일 (辛丑日) | 경오일 (庚午日) | 경자일 (庚子日) | 경오일 (庚午日) | 기해일 (己亥日) |                 |
| 율리우스력        | 391년 2월 20일  | 3월 22일        | 4월 20일        | 5월 20일        | 6월 18일        | 7월 18일        | 8월 16일        | 9월 15일        | 10월 14일       | 11월 13일       | 12월 13일       | 392년 1월 11일  |                 |
| 태원 17년 (392년) | 1월             | 2월             | 3월             | 4월             | 5월             | 6월             | 7월             | 8월             | 9월             | 10월            | 11월            | 12월            |                 |
| 삭일(음력)        | 기사일 (己巳日) | 무술일 (戊戌日) | 무진일 (戊辰日) | 정유일 (丁酉日) | 정묘일 (丁卯日) | 병신일 (丙申日) | 병인일 (丙寅日) | 을미일 (乙未日) | 을축일 (乙丑日) | 갑오일 (甲午日) | 갑자일 (甲子日) | 계사일 (癸巳日) |                 |
| 율리우스력        | 392년 2월 10일  | 3월 10일        | 4월 9일         | 5월 8일         | 6월 7일         | 7월 6일         | 8월 5일         | 9월 3일         | 10월 3일        | 11월 1일        | 12월 1일        | 12월 30일       |                 |
| 태원 18년 (393년) | 1월             | 2월             | 3월             | 4월             | 5월             | 6월             | 7월             | 윤7월           | 8월             | 9월             | 10월            | 11월            | 12월            |
| 삭일(음력)        | 계해일 (癸亥日) | 임진일 (壬辰日) | 임술일 (壬戌日) | 임진일 (壬辰日) | 신유일 (辛酉日) | 신묘일 (辛卯日) | 경신일 (庚申日) | 경인일 (庚寅日) | 기미일 (己未日) | 기축일 (己丑日) | 무오일 (戊午日) | 무자일 (戊子日) | 정사일 (丁巳日) |
| 율리우스력        | 393년 1월 29일  | 2월 27일        | 3월 29일        | 4월 28일        | 5월 27일        | 6월 26일        | 7월 25일        | 8월 24일        | 9월 22일        | 10월 22일       | 11월 20일       | 12월 20일       | 394년 1월 18일  |
| 태원 19년 (394년) | 1월             | 2월             | 3월             | 4월             | 5월             | 6월             | 7월             | 8월             | 9월             | 10월            | 11월            | 12월            |                 |
| 삭일(음력)        | 정해일 (丁亥日) | 병진일 (丙辰日) | 병술일 (丙戌日) | 을묘일 (乙卯日) | 을유일 (乙酉日) | 갑인일 (甲寅日) | 갑신일 (甲申日) | 갑인일 (甲寅日) | 계미일 (癸未日) | 계축일 (癸丑日) | 임오일 (壬午日) | 임자일 (壬子日) |                 |
| 율리우스력        | 394년 2월 17일  | 3월 18일        | 4월 17일        | 5월 16일        | 6월 15일        | 7월 14일        | 8월 13일        | 9월 12일        | 10월 11일       | 11월 10일       | 12월 9일        | 395년 1월 8일   |                 |
| 태원 20년 (395년) | 1월             | 2월             | 3월             | 4월             | 5월             | 6월             | 7월             | 8월             | 9월             | 10월            | 11월            | 12월            |                 |
| 삭일(음력)        | 신사일 (辛巳日) | 신해일 (辛亥日) | 경진일 (庚辰日) | 경술일 (庚戌日) | 기묘일 (己卯日) | 기유일 (己酉日) | 무인일 (戊寅日) | 무신일 (戊申日) | 정축일 (丁丑日) | 정미일 (丁未日) | 정축일 (丁丑日) | 병오일 (丙午日) |                 |
| 율리우스력        | 395년 2월 6일   | 3월 8일         | 4월 6일         | 5월 6일         | 6월 4일         | 7월 4일         | 8월 2일         | 9월 1일         | 9월 30일        | 10월 30일       | 11월 29일       | 12월 28일       |                 |
| 태원 21년 (396년) | 1월             | 2월             | 3월             | 윤3월           | 4월             | 5월             | 6월             | 7월             | 8월             | 9월             | 10월            | 11월            | 12월            |
| 삭일(음력)        | 병자일 (丙子日) | 을사일 (乙巳日) | 을해일 (乙亥日) | 갑진일 (甲辰日) | 갑술일 (甲戌日) | 계묘일 (癸卯日) | 계유일 (癸酉日) | 임인일 (壬寅日) | 임신일 (壬申日) | 신축일 (辛丑日) | 신미일 (辛未日) | 경자일 (庚子日) | 경오일 (庚午日) |
| 율리우스력        | 396년 1월 27일  | 2월 25일        | 3월 26일        | 4월 24일        | 5월 24일        | 6월 22일        | 7월 22일        | 8월 20일        | 9월 19일        | 10월 18일       | 11월 17일       | 12월 16일       | 397년 1월 15일  |

## 같이 보기
- 다른 왕조의 같은 연호
  - 손오(孫吳) 태원(251년 ~ 252년)
  - 전량(前凉) 태원(324년 ~ 346년)

- 중국의 연호